# Europs foveicollis
Europs foveicollis es una especie de coleóptero de la familia Monotomidae.

## Distribución geográfica
Habita en Guadalupe (Francia).